# Каліма
Каліма (ар. الكلمة слово, вислів) декларація віри в ісламі. Урочисте проголошення каліми є першим з П'яти стовпів ісламу. Віра в значення містяться в калімі слів - перше, що визначає мусульманина, і, як наслідок, декламація заснованої на калімі шахади є ісламською декларацією віри.
Арабський текст - لا اله الا الله محمد رسول الله
Український переклад - Нема божества, (гідного поклоніння) крім Аллаха, Мухаммад Посланник Аллаха.
Транскрипція - Ля іляху ілля Ллах, Мухаммад - Расуль-Ллах

## Прапори

Прапор Саудівської Аравії з інтерпретацією Каліми
Прапор Сомаліленду
Прапор Хамас

Каліма присутня на прапорах кількох держав і організацій:
- Саудівської Аравії
- Ісламського Емірату Афганістан
- ХАМАСу
- Талібану
- Сомаліленду
- СІСу
- Імарату Кавказ